# Білопісоцький монастир
Білопісоцький Святотроїцький монастир — діючий жіночий монастир РПЦ у місті Ступіно Московської області Росії.

## Історія
Засновником монастиря є преподобний Володимир Білопісоцький, який народився близько 1450 р у місті Ржев. У різних виданнях, де мова йде про заснування монастиря говориться, що він виник наприкінці XV століття. Білопісоцький монастир вперше згадується у жалуваній грамоті татарського князі Мухамеда Еміна, яка датована 16 листопада 1498 року. Згодом він згадується у ще кількох документах, востаннє прижиттєво засновник монастиря згадується 1522 року. За його життя в монастирі з’явилась дерев’яна церква Святої Трійці та келії. Лише у 1998 році з нагоди 500-річчя Білопісоцького монастиря його було зараховано до місцевого почитання, була написана ікона, складений тропар і кондак. Його пам’ять вшановується 15 липня. Мощі Володимира Білопісоцького спочивають у Троїцькому храмі Білопісоцького монастиря.
11 серпня 1989 році було ухвалено рішення про створення у монастирі міського історико-культурного центру з готельним комплексом та гральним залом (кегельбан, більярд, гральні автомати). Однак виконати цей задум не встигли. Після відновлення монашого життя розпочались відновлювальні роботи і у травні 2002 року завершилась зовнішня реставрація.

## Монастирські храми
Головним храмом Білопісоцького монастиря є собор Святої Трійці. Спорудження кам’яного храму було почато 1569 року. У середині ХІХ століття храм було реставровано коштом селянина Максима Щербакова, який дав гроші на нову штукатурку та фрескові розписи з позолотою. Також він профінансував ряд інших реставраційних робіт у храмі. Загалом на реставрацію храму він пожертвував понад 20000 рублів сріблом.
У 1932 році від монастиря розпочалось будівництво залізничного мосту на якому працювали ув’язнені що жили у Троїцькому та Сергієвському храмах, а працювали під конвоєм. Трохи пізніше храм перетворили у клуб, деякий час там знаходився піонерський табір. 
 
Церква святого Сергія Радонезького була закладена межі XVI—XVII століття. Однак до початку ХІХ століття храм занепав. 1802 року стару церкву розібрали, а на її місці із збереженням старовинних білокам’яних підвалів у 1804 році була збудована нова. Новий храм спроектований у стилі класицизму з купольною ротондою і як старий був теплим. У роки радянської влади храм використовувався для різних потреб, які не пов’язані з богослужбовою практикою. Перше Богослужіння у відновленому храмі відбулося 18 липня 1992 року у престольне свято – день віднайдення святих мошів преподобного Сергія Радонезького.
Храм на честь Усікновення голови Івана Предтечі з каплицею на хорах на честь Обновлення храму Воскресіння Христового збудована 1824-1842 рр.
Після закриття монастиря у 1933 році у храмі працювала фабрика з виробництва скла. У 1989 році тут планували концертний зал. Однак ці плани не втілились в життя, церква відновлена, у ній зберігається ікона Божої Матері «Скоропослушниця».

## Святині
До революції у Білопісоцькому монастирі зберігались дві чудотворні ікони: святого Івана Пророка, Предтечі та Хрестителя Господа а також особливо шанований образ Богоматері «Утоли мої печалі». 1933 року, коли монастир було знищено ікону переховували місцеві селяни, а потім передано у храм у селі Середнє поблизу Ступіно. 7 лютого 2012 року ікону урочисто повернули до храму.